# Ebenaceae
A família Ebenaceae pertencente à ordem Ericales, se encontra na natureza como arbustos ou árvores. Três gêneros são encontrados nessa familia: Diospyros, Euclea e Lissocarpa. O número de espécies varia de 450 a 520. Seus principais representantes econômicos são o caqui (fruto comestível de sabor doce) e o ébano (árvore que fornece madeira nobre).

## Etimologia
Do latim ebenus, através do grego ἔβενος (ébenos), proveniente do egípcio 𓍁𓈖𓏭𓆱 (hbny) "ébano". O sufixo -aceae, no latim taxonômico, significa "pertencente à natureza de".

## Descrição
São plantas lenhosas, arbóreas, e pequeno porte, com folhas inteiras de disposição alterna. Flores inconspícuas, cíclicas, diclamídeas, de sexo separado e de simetria radial, raramente hermafrodita. Sépalas e pétalas em número de 3 a 7. Androceu formado por tantos estames quantos são os lóbulos do cálice e corola. Estaminódios presentes nas flores femininas. Ovário supero pluricarpelar com 3 até 20 lóculos, cada lóculo com um óvulo pendente. Fruto em geral protegido pelo cálice que é acrescente, tipo baga grande.

## Distribuição Geográfica
A distribuição dessa família é Pantropical, ocorrendo por toda a região tropical, encontrada principalmente em florestas úmidas de baixa altitude, algumas espécies se estendem a regiões mais próximas do pólos.

## Adaptações/Caracteres Evolutivos
Há evidência de sua existência desde o Eoceno médio na Austrália do gênero Austrodiospyros. Posteriormente esse gênero dá origem a quatro linhagens diferentes do gênero Dyospyros na Nova Caledônia, este mesmo gênero no oeste da Malásia é o gênero mais diverso.

## Reprodução
É uma família reconhecida facilmente, geralmente são unissexuais com inflorescências determinadas, as quais as flores geralmente são isoladas. Reconhecida também pela coloração de suas folhas. A polinização desta família é feita por insetos, a flor possui um nectário e quando o inseto vai em busca de néctar ele esbarra nas anteras com pólen. E quando ele vai em busca de mais néctar ele toca o corpo, carregado de pólen, no estigma e poliniza a flor. As sementes geradas são grandes e os frutos são do tipo baga, os quais são dispersos por aves.

## Importância Econômica
Alguns membros do gênero Diospyros possuem madeira considerada nobre utilizada na fabricação de móveis, objetos de decoração e instrumentos musicais. Destaca-se a espécie de origem africana Diospyros ebenum que produz uma madeira muito escura e densa utilizada no fábrico de móveis rústicos e partes de instrumentos musicais, como o espelho do violino. Outra espécie de significativa importância é a Diospyros celebica que produz uma madeira comercialmente explorável porém de cor mais clara. O gênero Diospyros é importante também por dispor de diferentes espécies de frutos comestíveis muito apreciados no Brasil conhecido como caqui. Com destaque para as espécies Diospyros kaki e D. virginiana, espécies mais comumente encontradas nos supermercados brasileiros. As folhas da espécie D. melanoxylon são amplamente utilizadas na Índia para fabricação de cigarros. Um outro representante da família Ebenaceae é o Euclea natalensis de origem africana, em que suas raízes são muito utilizadas na higiene bucal de crianças e adultos além de produzir um fruto comestível. Suas raízes produzem compostos anti-infeciosos contra diversos microrganismos presentes na boca.

## Conservação
Constam na redlist fornecida pela IUCN, algumas espécies da família Ebenaceae. Algumas são dadas como ameaçadas como por exemplo: Diospyros acuta , D.attenuata, D. crassiflora , D. ebenoides. Outras são dadas como vulneráveis como por exemplo: D. acuminata, D. albiflora, D. blumutensis. Há também as que são listadas como sob baixo risco de extinção como as espécies D. wajirensis, D. trengganuensis, D. transitória. Algumas das listadas como sob alto de risco de extinção são: D. lolinopsis, D. molissima e D. mun.

## Potencial Ornamental
A família apresenta baixo potencial ornamental, sendo mais usada na retirada de madeira.

## Gêneros
- Diospyros
- Euclea
- Lissocarpa

No Brasil ocorrem apenas 2 gêneros, sendo eles Diospyros e Lissocarpa.